# Taourga

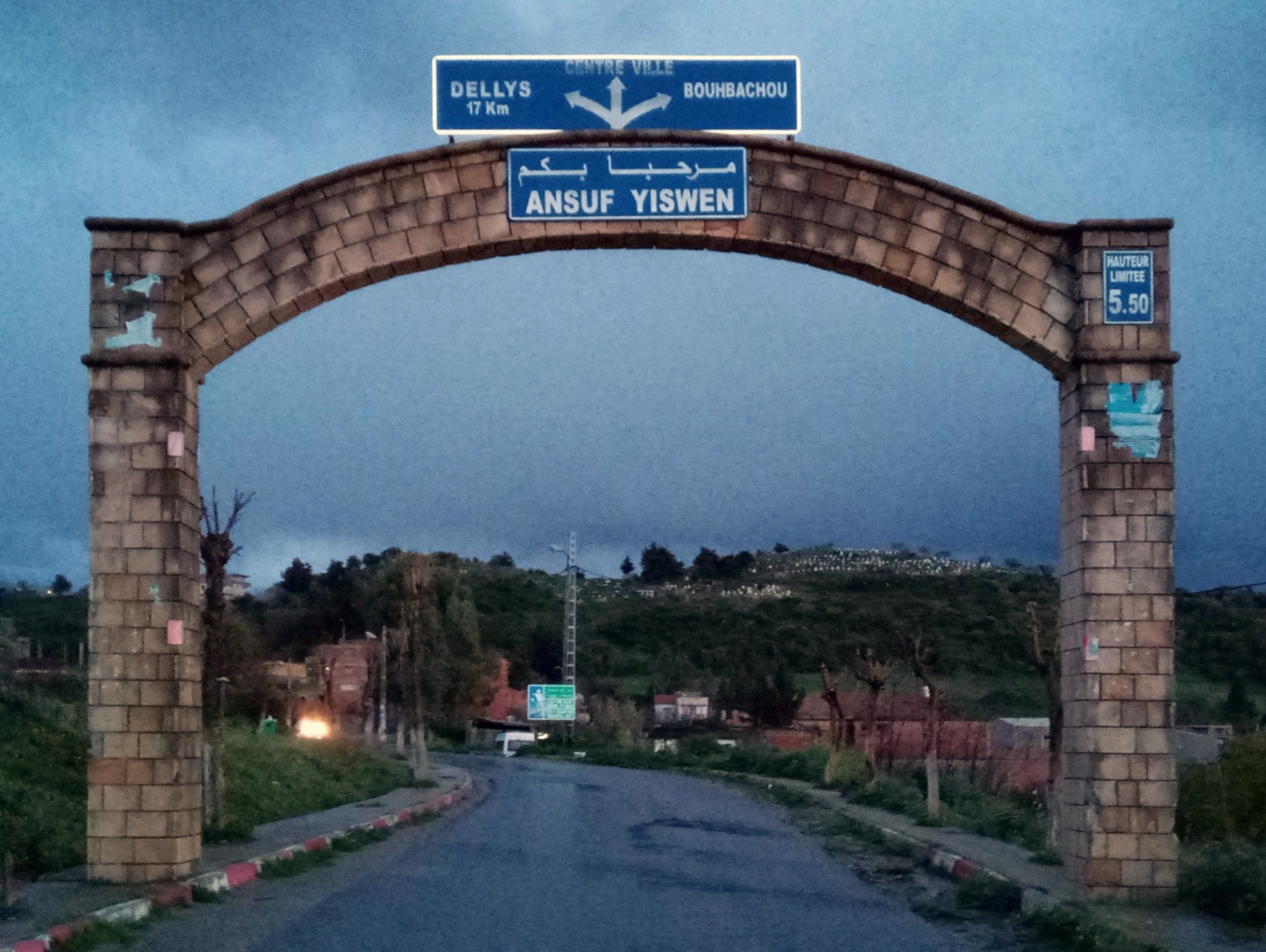
Panneau de bienvenue en arabe et kabyle à Taourga.

Taourga (en kabyle: Tawerga, transcrite en tifinagh: ⵜⴰⵡⴻⵔⴳⴰ; en arabe: تاورقة ; Horace Vernet pendant la colonisation française) est une commune d'Algérie située à l'extrême est de la Wilaya de Boumerdès, dans la région de la Grande Kabylie. La ville est située à 95 km à l'est d'Alger et à 15 km au nord-ouest de la ville de Tizi-Ouzou.

## Géographie
Le relief de la commune est assez montagneux, l'altitude varie entre 300 m et 700 m. À 15 km au Nord, se trouve la ville de Dellys bordant la mer Méditerranée.
La commune englobe les villages et hameaux suivants : Aïn Tingrine, Beni Attar, Bouhbachou, Bouhciène, El Kodiat, El Djemaâa, Ighil Tamravatt, Laghdaïr, Mazer et Taourga.
| Baghlia | Baghlia, Dellys, Afir               | Afir                                |
| Baghlia | Taourga                             | Sidi Naamane (Wilaya de Tizi Ouzou  |
| Baghlia | Sidi Naamane (Wilaya de Tizi Ouzou) | Sidi Naamane (Wilaya de Tizi Ouzou) |

## Toponymie
Le nom de la commue est d'origine berbère et signifie « La fourmilière »

## Archéologie
Des vestiges datant de l'époque numide et romaine ont été découvertes aux alentours de Taourga .

## Histoire
Combat de Taourga, le 12 mai 1844, durant la conquête de l'Algérie par la France ou s'illustrèrent les 26e et 48e régiments d'infanterie de ligne.
Taourga fut renommée Horace-Vernet, en 1891. Le centre de peuplement est érigé en commune, en 1956, rattaché au Département de Tizi Ouzou.

## Administration

### Rattachement à la wilaya de Boumerdès
Née du découpage administratif de 1984, la commune de Taourga, sera rattachée à la wilaya de Boumerdès, dépendant de la daïra de Baghlia.

## Économie
Taourga est une région à vocation agricole. De toutes parts, la ville est entourée de champs d'oliviers et de figuiers.

## Personnalités liées à la commune
- Rezki Zérarti, peintre, né en 1938 à Beni Attar.
- Chérif Arbouz, écrivain, né en 1930 à Tizi Rached et vécut la plus grande partie de son enfance à Taourga.
- Boualem Kara, chanteur et poète d'expression kabyle.
- Karim Doudane, ancien joueur de la JS Kabylie.
- Abdelkrim Doudène (1972-), footballeur, y est né.
- Ahmed Benamane, écrivain et penseur algérien.
- Saïd Slyemi, syndicaliste et militant de la Fédération de France durant la guerre d'indépendance y est né le 4 juin 1925 (https://maitron.fr/spip.php?article152312, notice SLYEMI Saïd [Dictionnaire Algérie] par René Gallissot,)